# Himitsu Bako

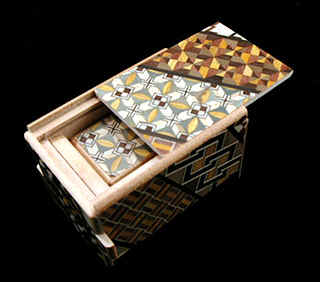
Ein fünfschrittiger Himitsu Bako (12 sun).

Ein Himitsu Bako (jap. 秘密箱, dt. „Geheimniskasten“) ist ein mit einem Mechanismus ausgestattetes Holzkästchen, das ein enthaltenes Geheimfach erst nach Ablauf einer bestimmten Routine an den Elementen des Kastens freigibt. Es handelt sich also um eine Sonderform des Kombinationsschlosses, die auch als mechanisches Geduldspiel aufgefasst werden kann.
Himitsu Bako werden nach ihrer Länge in sun eingeteilt, wobei ein sun 3,03 cm entspricht. Neben einem oder gelegentlich auch mehreren Fächern ist der Kasten mit einer Reihe von beweglichen Elementen wie Riegeln, Knöpfen und Deckeln ausgestattet, deren Betätigung in einer bestimmten Reihenfolge die Öffnung in einer bestimmten Anzahl von Schritten ermöglicht. Einfachere Kästen lassen sich in kaum mehr als 20 Schritten öffnen. Ausgeklügeltere Modelle geben erst nach 60 oder mehr Schritten ihren Inhalt preis. Einzelne, im Handel nicht leicht erhältliche Exemplare kommen auf bis zu 324 Schritte.

## Geschichte
Die ersten Vorläufer der heutigen Himitsu Bako wurden um 1840 als Souvenirs erwähnt, die in Hakone an Durchreisende auf dem Tōkaidō verkauft wurden. Den ersten medialen Auftritt hatten sie in einer Zeitschrift namens „Onsen Miage Hakone-sou“ (dt. Hakone–Heiße-Quelle–Souvenirs). Zu Beginn hießen sie noch nicht Himitsu Bako, sondern noch „Sikake-Bako“, was übersetzt „Gerät-“ oder „Trick-Box“ heißt oder „Tie-Box“, nämlich „Idee-, Weisheits-“ oder „Intelligenz-Box“. Diese Boxen waren eine Art Kopie der „Ito-Bako“, die den Arbeitern als Aufbewahrungsbox für Werkzeug und Material diente. Durch den „Sikake“ (Trick), war ihr Eigentum geschützt. Diese Vorgänger waren noch nicht verziert wie heutige Himitsu Bako. Erst zu Beginn der Meiji-Zeit wurden sie von Herrn Takajiro Ohkawa, Herrn Tatsunosuke Okiyama und Herrn Kikukawa, mit der in Hakone lange gepflegten Holzmosaiktechnik (Yosegi-Zaiku) verziert, die bis heute ihr charakteristisches Aussehen prägt. Auch große Formen mit mehreren Dutzend Öffnungsschritten wurden nun entwickelt.
1984 wurde Himitsu Bako zur traditionellen Handwerksarbeit im Sinne des Gesetzes zur Förderung traditioneller Handwerke erklärt. Neben den ebenso günstig erwerbbaren wie billig hergestellten Anfertigungen aus Japan und dem Ausland werden auch heute noch die vergleichsweise teuren Arbeiten aus Meisterwerkstätten in Hakone als regionaltypisches Kunsthandwerk angeboten.